# José María Celleruelo
José María Celleruelo y Poviones (Pola de Siero, 1840-Madrid, 4 de diciembre de 1911) fue un abogado, periodista y político español, ministro de Gracia y Justicia durante el reinado de Alfonso XIII.

## Biografía
Nació en Pola de Siero en 1840. Amigo de Emilio Castelar, su carrera política se inició durante la I República militando en el Partido Republicano Posibilista, desde donde alcanzaría a ocupar los cargos de gobernador civil de Segovia, Almería y Alicante y el de subsecretario de la Gobernación.
Diputado en el Congreso al resultar elegido por la circunscripción de Lérida en las elecciones de 1881, en los sucesivos procesos electorales celebrados entre 1884 y 1907 volverá a obtener escaño, pero ya por Oviedo en una primera fase, representando a los posibilistas de Castelar y desde 1896 como militante del Partido Liberal. Posteriormente, en 1910, pasa al Senado en calidad de senador vitalicio.
Celleruelo, que fue ministro de Gracia y Justicia entre el 10 de junio y el 6 de julio de 1906 en un gabinete presidido por Segismundo Moret, falleció el 4 de diciembre de 1911.
Como periodista fue director de El Globo.